# Åke Borg
Åke Borg   (Sankt Nikolai församling, 18 d'agost de 1901 - Parròquia de Sofia, 6 de juny de 1973) va ser un nedador suec que va competir durant la dècada de 1920. Era el germà bessó d'Arne Borg.
El 1924 va prendre part en els Jocs Olímpics de París, on va disputar tres proves del programa de natació. Va guanyar la medalla de bronze en la prova dels 4 x 200 metres lliures, on va fer equip amb Arne Borg, Thor Henning, Gösta Persson, Orvar Trolle i Orvar Trolle. En aquests mateixos Jocs fou quart en els 400 metres lliures, mentre en els 1.500 metres lliures quedà eliminat en semifinals.
En el seu palmarès també destaquen dues medalles al Campionat d'Europa de natació en els relleus 4x200 metres lliures. El 1926 de bronze i el 1927 de plata.